# Ринк, Иоганн Христиан Генрих
Иоганн Христиан Генрих Ринк (нем. Johann Christian Heinrich Rinck; 18 февраля 1770, Эльгерсбург — 7 августа 1846, Дармштадт) — немецкий композитор, органист и музыкальный педагог.

## Биография
Учился у Иоганна Христиана Киттеля. С 1790 года городской органист в Гиссене, с 1803 года там же университетский музикдиректор. С 1806 года в Дармштадте: кантор и органист городской церкви, позднее придворный органист и руководитель придворного камерного оркестра герцога Гессен-Дармштадтского. Почётный доктор Гиссенского университета (1840).

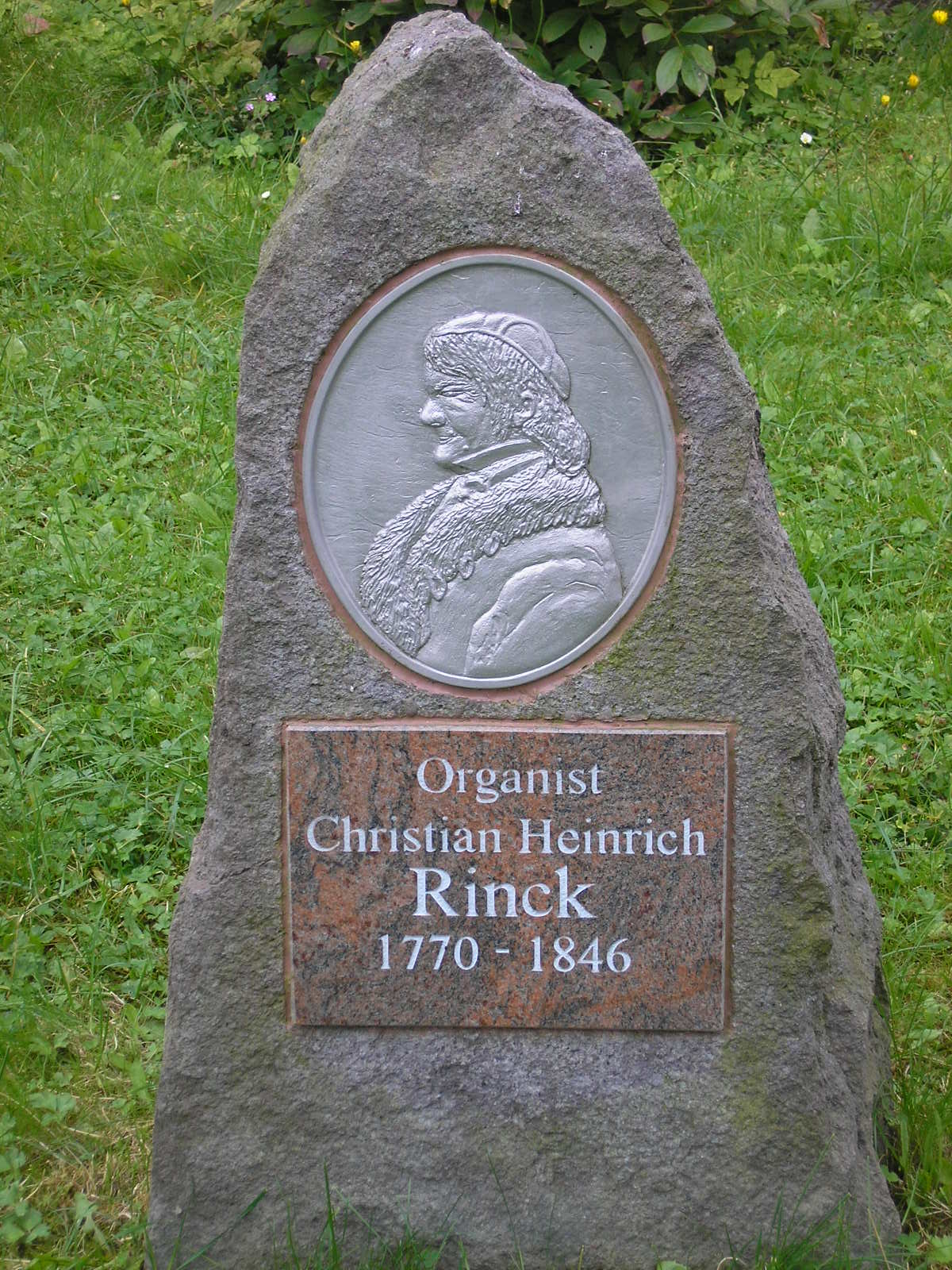
Памятник Ринку в Эльгерсбурге

Основные сочинения Ринка написаны для органа, хотя его наследие включает также вокальную, камерную и клавирную музыку. Наибольшей популярностью пользовались пьесы, собранные в шеститомный сборник «Практическая органная школа» (нем. Praktischen Orgelschule). В сборнике «Choralfreund» Ринк выступил также как собиратель протестантских хоралов XIX столетия.
Среди учеников Ринка, в частности, Фридрих Карл Кюмштедт, Георг Аппунн,Чарльз Халле и Адольф Фридрих Хессе.